# 組織法
組織法（そしきほう）とは、国家の統治機構を定めた満洲国の成文法。旧法の「政府組織法」（大同元年教令第1号）についても触れる。

## 概要

### 政府組織法の制定
1932年（大同元年）3月9日に公布された。6章40条から構成されている。建国して間もないうちに制定されたので中華民国臨時約法の強い影響を受けていた。単なる教令として制定されており、将来的に憲法が制定されるまでの過渡的なものとして位置づけられた。

### 組織法の制定
1934年（康徳元年）3月1日の帝制施行と同時に公布された。6章42条から構成されている。旧政府組織法を引き継ぎながらも、全体としては大日本帝国憲法の影響を強く受けることになった。
また、旧政府組織法とは異なり、前文で「朕皇天ノ眷命ヲ承ケ帝位ニ即キ茲ニ組織法ヲ制定シ統治組織ノ根本ヲ示ス」とし、勅令を超える別格の欽定憲法としての扱いを受けることになった。

## 構成
1934年の組織法について記述する。
- 第1章 皇帝（1934年以前は執政）
- 第2章 参議府
- 第3章 立法院（正式開院はなく、機能停止）
- 第4章 国務院
- 第5章 法院
- 第6章 監察院（1937年に廃止）
- 附則